# Copa Suruga Bank de 2008
A Copa Suruga Bank de 2008 foi a primeira edição desta competição de futebol anual. Foi disputada entre o Gamba Osaka, campeão da Copa da Liga Japonesa de 2007, e o Arsenal de Sarandí, campeão da Copa Sul-americana de 2007 no Nagai Stadium em Osaka com 19.728 pessoas assistindo. Com a vitória da equipe do Arsenal de Sarandí que ganhou o Gamba Osaka por 1 a 0 com o gol de Casteglione no final da partida.

## Participantes
|          | Equipe             | Classificação                            | Participação |
| -------- | ------------------ | ---------------------------------------- | ------------ |
| JFA      | Gamba Osaka        | Campeão da Copa da Liga Japonesa de 2007 | 1ª           |
| CONMEBOL | Arsenal de Sarandí | Campeão da Copa Sul-Americana de 2007    | 1ª           |

## Final
| 30 de julho de 2008 | Gamba Osaka | 0 – 1 | Arsenal         | Nagai Stadium, Osaka                                                     |
| 19:00 (UTC+9)       |             |       | Casteglione 87' | Público: 19,728 Árbitro: Zhao Liang Auxiliares: Huo Weiming e Li Dongnan |

| Gamba Osaka | Arsenal |

| GAMBA OSAKA:  |    |                       |     |       |
|               |    |                       |     |       |
| GK            | 22 | Yosuke Fujigaya       |     |       |
| DF            | 2  | Sota Nakazawa         | 87' |       |
| DF            | 5  | Satoshi Yamaguchi (C) |     | 90+7' |
| DF            | 19 | Takumi Shimohira      |     | 88'   |
| DF            | 21 | Akira Kaji            |     | 63'   |
| MF            | 10 | Takahiro Futagawa     |     |       |
| MF            | 16 | Hayato Sasaki         |     | 84'   |
| MF            | 17 | Tomokazu Myojin       |     | 90+4' |
| MF            | 27 | Hideo Hashimoto       |     |       |
| FW            | 9  | Lucas                 |     |       |
| FW            | 30 | Masato Yamazaki       |     | 67'   |
| Substituição: |    |                       |     |       |
| GK            | 25 | Naoki Matsuyo         |     |       |
| DF            | 9  | Mineiro               |     | 88'   |
| DF            | 5  | Yohei Fukumoto        |     | 63'   |
| MF            | 14 | Shu Kurata            | 87' | 67'   |
| MF            | 11 | Takuya Takei          |     | 84'   |
| FW            | 15 | Shoki Hirai           |     | 90+4' |
| FW            | 22 | Hideya Okamoto        |     | 90+7' |
| Treinador:    |    |                       |     |       |
| Akira Nishino |    |                       |     |       |

| ARSENAL:       |    |                        |       |       |
|                |    |                        |       |       |
| GK             | 1  | Mario Cuenca           |       |       |
| DF             | 18 | Christian Díaz         | 90+5' |       |
| DF             | 4  | Darío Espínola         |       | 81'   |
| DF             | 6  | Aníbal Matellán        |       |       |
| DF             | 19 | Josimar Mosquera       |       |       |
| MF             | 16 | Sebastián Carrera      |       | 71'   |
| MF             | 13 | Carlos Casteglione (C) |       |       |
| MF             | 5  | Cristian Pellerano     | 89'   | 90+4' |
| MF             | 8  | Javier Yacuzzi         |       |       |
| FW             | 10 | Papu Gómez             |       | 90+2' |
| FW             | 11 | Facundo Sava           | 19'   | 76'   |
| Substituição:  |    |                        |       |       |
| GK             | 12 | Catriel Orcellet       |       |       |
| DF             | 3  | Carlos Báez            |       |       |
| DF             | 2  | Mariano Brau           |       |       |
| DF             | 14 | Javier Gandolfi        |       | 81'   |
| DF             | 20 | Damián Pérez           |       |       |
| MF             | 15 | Nahuel Sachetto        |       | 90+2' |
| MF             | 7  | Andrés San Martín      |       | 90+4' |
| FW             | 17 | Facundo Coria          |       | 76'   |
| FW             | 9  | Luciano Leguizamón     |       | 71'   |
| Treinador:     |    |                        |       |       |
| Daniel Garnero |    |                        |       |       |

| Copa Suruga Bank 2008                  |
| -------------------------------------- |
| Arsenal de Sarandí Campeão (1º título) |